# Pterotricha levantina
Pterotricha levantina är en spindelart som beskrevs av Levy 1995. Pterotricha levantina ingår i släktet Pterotricha och familjen plattbuksspindlar.
Artens utbredningsområde är Israel. Inga underarter finns listade i Catalogue of Life.